# El Catete
El Catete és una entitat de població de l'Uruguai, ubicada al nord del departament de Treinta y Tres. Té una població aproximada de 150 habitants, segons dades del cens del 2004.
Es troba a 93 metres sobre el nivell del mar.